# Río Melimoyu
El río Melimoyu es un curso natural de agua que nace en el lago Melimoyu, al oeste del volcán Melimoyu y fluye con dirección general norte hasta desembocar en el río Palena, en la Región de Aysén.
No debe ser confundido con el río Melimoyu sur, que, como su nombre lo indica, fluye desde las laderas sur del volcán y desemboca directamente en el mar.

## Trayecto
El río nace de un ventisquero de las faldas NE del volcán Melimoyu y fluye en la misma dirección por 12 km. En su trayecto atraviesa una laguna que a su vez recibe al emisario de un lago mayor.: 517  En su trayecto recibe las aguas del río Torrentoso que nace de las laderas norte del volcán.

## Historia
Luis Risopatrón lo describe en su Diccionario Jeográfico de Chile de 1924:
Melimoyu (Rio) 44° 00' 72° 44'. Nace en un ventisquero situado en las faldas del NE del monte del mismo nombre i corre en esa dirección, para afluir en la márjen S de la parte inferior del rio Palena, aguas arriba de los primeros rápidos, i, XXXI, carta 159; i 61, LXXXVII, p. 811.

## Población, economía y ecología
Cerca de la mitad de su cuenca hidrográfica está ubicada dentro del parque nacional Melimoyu.